# Sporophila funerea
Sporophila funerea (лат.) — вид птиц семейства танагровых. Занесён в Красную книгу МСОП как вид, вызывающий наименьшие опасения (LC).
Обитает в кустарниках и на лугах во влажной среде. Питается главным образом зёрнами, а также насекомыми и фруктами. Ареал простирается от Южной Мексики через Центральную Америку до Колумбии и Эквадора. В стаях с черноголовой рисовой овсянкой наблюдался в Южной Америке к востоку от Анд, а также в долинах рек Каука и Магдалена в Колумбии.
Самец почти полностью чёрный, с небольшим белым пятнышком на крыле и белым внутренним оперением, заметным только при полёте. Самка красновато-коричневого цвета со светлым оперением в брюшной полости. Птица имеет большой клюв конической формы с прямым верхним гребнем. Взрослая особь достигает в длину 11,5 сантиметра и весит 13,5 грамма.
Период гнездования проходит с апреля по сентябрь. Строит свои гнёзда из тонких корешков, травы и листьев кустарников или ветвей деревьев на высоте от 0,8 до 2,5 метра. Самка откладывает два белых яйца с коричневыми и сиреневыми пятнами.